# Snooker-Saison 2022/23
Die Snooker-Saison 2022/23 war eine Serie von Snooker-Turnieren, die zur World Snooker Tour gehören.

## Saisonergebnisse
| Datum                              | Turnier                       | Austragungsort | Art                   | Sieger                          | Finalist                   | Ergebnis |
| ---------------------------------- | ----------------------------- | -------------- | --------------------- | ------------------------------- | -------------------------- | -------- |
| 28. Juni bis 29. Juli 2022         | Championship League 2022      | Leicester      | Weltranglistenturnier | Luca Brecel                     | Lu Ning                    | 3:1      |
| 16. bis 21. August 2022            | European Masters 2022/2       | Fürth          | Weltranglistenturnier | Kyren Wilson                    | Barry Hawkins              | 9:3      |
| 24./25. September 2022             | World Mixed Doubles 2022      | Milton Keynes  | Einladungsturnier     | Mink Nutcharut / Neil Robertson | Rebecca Kenna / Mark Selby | 4:2      |
| 26. September bis 2. Oktober 2022  | British Open 2022             | Milton Keynes  | Weltranglistenturnier | Ryan Day                        | Mark Allen                 | 10:7     |
| 6. bis 9. Oktober 2022             | Hong Kong Masters 2022        | Hongkong       | Einladungsturnier     | Ronnie O’Sullivan               | Marco Fu                   | 6:4      |
| 16. bis 23. Oktober 2022           | Northern Ireland Open 2022    | Belfast        | Weltranglistenturnier | Mark Allen                      | Zhou Yuelong               | 9:4      |
| 31. Oktober bis 6. November 2022   | Champion of Champions 2022    | Bolton         | Einladungsturnier     | Ronnie O’Sullivan               | Judd Trump                 | 10:6     |
| 12. bis 20. November 2022          | UK Championship 2022          | York           | Weltranglistenturnier | Mark Allen                      | Ding Junhui                | 10:7     |
| 28. November bis 4. Dezember 2022  | Scottish Open 2022            | Edinburgh      | Weltranglistenturnier | Gary Wilson                     | Joe O’Connor               | 9:2      |
| 12. bis 18. Dezember 2022          | English Open 2022             | Brentwood      | Weltranglistenturnier | Mark Selby                      | Luca Brecel                | 9:6      |
| 19. Dezember 2022 bis 2. März 2023 | Championship League 2022/23   | Leicester      | Einladungsturnier     | John Higgins                    | Judd Trump                 | 3:1      |
| 8. bis 15. Januar 2023             | Masters 2023                  | London         | Einladungsturnier     | Judd Trump                      | Mark Williams              | 10:8     |
| 16. bis 22. Januar 2023            | World Grand Prix 2023         | Cheltenham     | Weltranglistenturnier | Mark Allen                      | Judd Trump                 | 10:9     |
| 25. bis 28. Januar 2023            | Snooker Shoot-Out 2023        | Leicester      | Weltranglistenturnier | Chris Wakelin                   | Julien Leclercq            | 119:0 1  |
| 1. bis 5. Februar 2023             | German Masters 2023           | Berlin         | Weltranglistenturnier | Allister Carter                 | Tom Ford                   | 10:3     |
| 13. bis 19. Februar 2023           | Welsh Open 2023               | Llandudno      | Weltranglistenturnier | Robert Milkins                  | Shaun Murphy               | 9:7      |
| 20. bis 26. Februar 2023           | Players Championship 2023     | Wolverhampton  | Weltranglistenturnier | Shaun Murphy                    | Ali Carter                 | 10:4     |
| 6. bis 11. März 2023               | 6-Red World Championship 2023 | Bangkok        | Einladungsturnier     | Ding Junhui                     | Thepchaiya Un-Nooh         | 8:6      |
| 16. bis 22. März 2023              | WST Classic                   | Leicester      | Weltranglistenturnier | Mark Selby                      | Pang Junxu                 | 6:2      |
| 27. März bis 2. April 2023         | Tour Championship 2023        | Hull           | Weltranglistenturnier | Shaun Murphy                    | Kyren Wilson               | 10:7     |
| 15. April bis 1. Mai 2023          | Snookerweltmeisterschaft 2023 | Sheffield      | Weltranglistenturnier | Luca Brecel                     | Mark Selby                 | 18:15    |

## Multisportevents
| Datum                 | Turnier                | Austragungsort | Disziplin            | Gold          | Silber             | Bronze               |
| --------------------- | ---------------------- | -------------- | -------------------- | ------------- | ------------------ | -------------------- |
| 14. bis 22. Mai 2022  | Südostasienspiele 2021 | Hanoi          | 6-Red Snooker Einzel | Lim Kok Leong | Jefrey Roda        | Suchakree Poomjang   |
| 14. bis 22. Mai 2022  | Südostasienspiele 2021 | Hanoi          | 6-Red Snooker Einzel | Lim Kok Leong | Jefrey Roda        | Moh Keen Hoo         |
| 14. bis 22. Mai 2022  | Südostasienspiele 2021 | Hanoi          | Snooker Einzel       | James Wattana | Lim Kok Leong      | Aung Phyo            |
| 14. bis 22. Mai 2022  | Südostasienspiele 2021 | Hanoi          | Snooker Einzel       | James Wattana | Lim Kok Leong      | Passakorn Suwannawat |
| 13. bis 17. Juli 2022 | World Games 2022       | Birmingham     | Snooker Einzel       | Cheung Ka Wai | Abdelrahman Shahin | Darren Morgan        |

## Spieler der Profitour 2022/23
Die 64 bestplatzierten Spieler der Weltrangliste am Ende der Saison 2021/22 und 31 weitere Spieler, die 2021 die Startberechtigung für zwei Jahre erhalten hatten, behielten ihren Platz auf der Profitour.
Folgende 36 Spieler kamen als Neuzugänge hinzu und erhielten einen Startplatz für die Spielzeiten 2022/23 und 2023/24:
| Qualifikation über die Ein-Jahres-Rangliste - Ashley Hugill - Michael White - Allan Taylor - David Lilley Internationale Qualifikationen - Peng Yisong – China (CBSA China Tour) - Oliver Brown – Europa (EBSA – Europameister 2021) - Dylan Emery – Europa (EBSA – U21-Europameister 2021) - Andres Petrov – Europa (EBSA – Europameister 2022) - Ben Mertens – Europa (EBSA – U21-Europameister 2022) - Ryan Thomerson – Asien/Ozeanien (APSBF – Asien-Pazifik-Meister 2022) - Victor Sarkis – Amerika (PABSA – Amerikameister 2021) - Mohamed Ibrahim – Afrika (ABSC – Afrikameister 2022) Qualifikation über die World Women’s Snooker Tour - Nutcharut Wongharuthai (Weltmeisterin) - Rebecca Kenna Qualifikation über die WPBSA Q Tour - Sean O’Sullivan - Julien Leclercq Qualifikation über die WSF Championship - Si Jiahui (Open Championship) - Anton Kazakov (Junior Championship) | Qualifikation über die Q School (Turnier 1, Turnier 2, Turnier 3) - Rod Lawler - Fergal O’Brien - Andy Lee - Bai Langning - Adam Duffy - Zak Surety - Aaron Hill - Sanderson Lam - Lukas Kleckers - Jenson Kendrick - John Astley - James Cahill Qualifikation über die Asia-Oceania Q School (Turnier 1, Turnier 2) - Muhammad Asif - Asjad Iqbal - Dechawat Poomjaeng - Himanshu Dinesh Jain Invitational Tour Card - Ken Doherty - Stephen Hendry |